# Stjärneborg (observatorium)

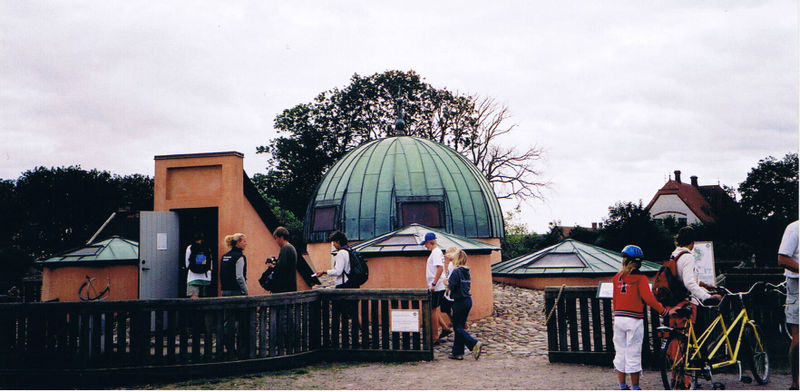
Stjärneborg, som det ser ut idag.

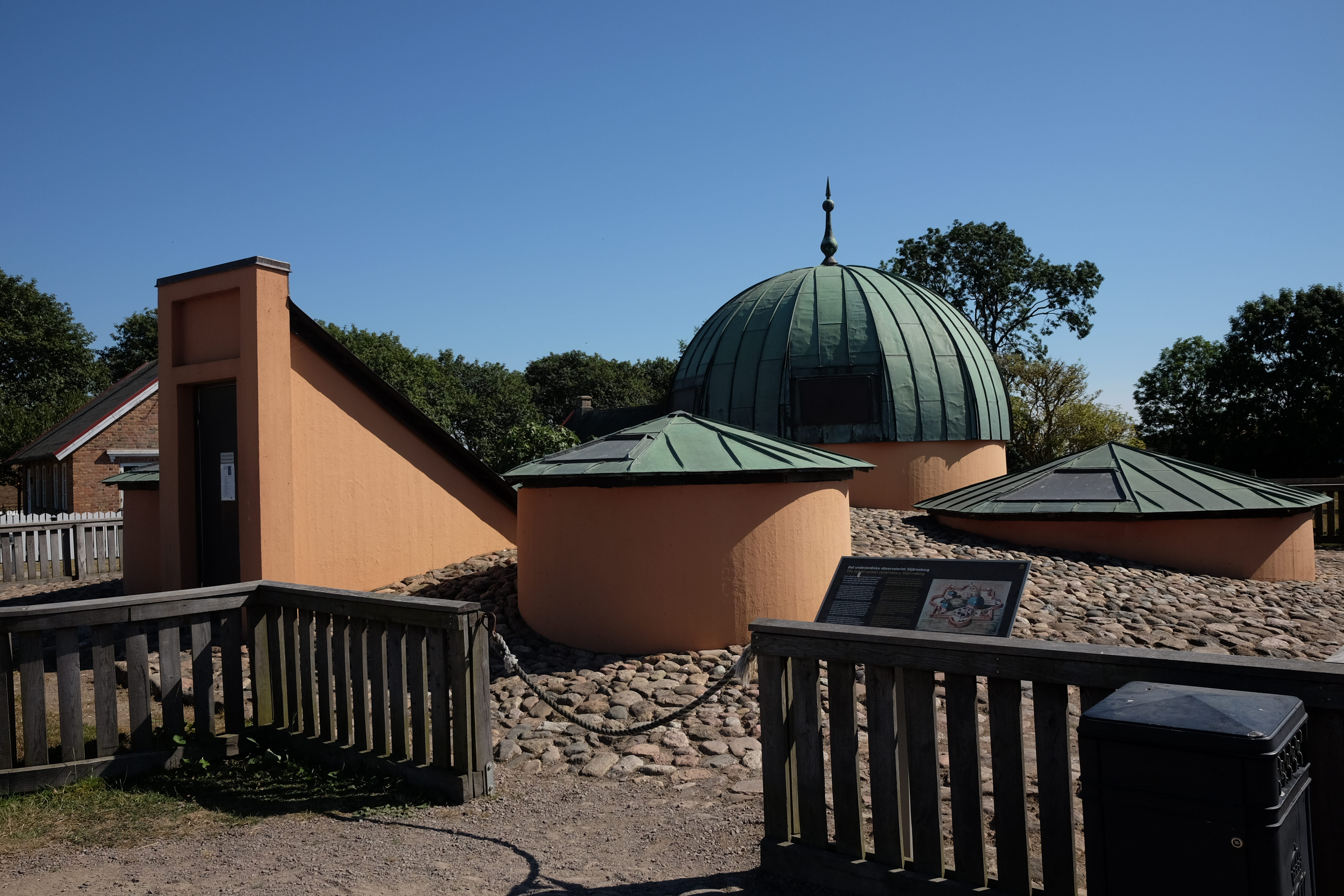
Stjärneborg.

Stjärneborg var Tycho Brahes underjordiska observatorium vid slottet Uraniborg, nära Tuna by, på ön Ven i Öresund.
Observatoriet byggdes på 1580-talet, när Tycho Brahe ansåg Uraniborg otillräckligt för sina studier. Han döpte det till Stellæburgum, vilket på latin betyder Stjärnslott. Observatoriet bestod av sex murande rum eller kryptor, av vilka fem innehöll astronomiska instrument. Här fanns även andra anordningar för observationer.

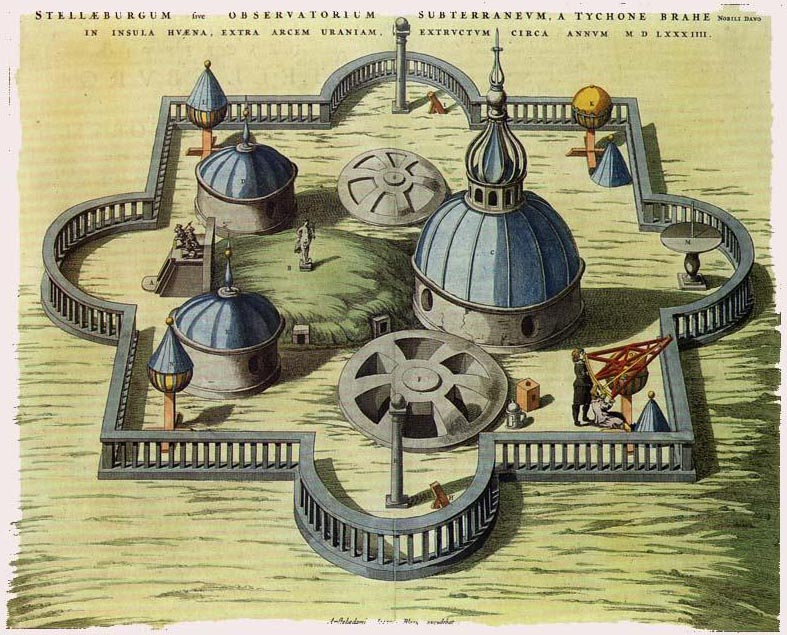
Stjärneborg cirka 1595 på ett handkolorerat koppartryck från Joan Blaeus Atlas Maior.

Stjärneborg revs när Tycho Brahe flyttade från ön, men grunden grävdes ut på 1900-talet och täcktes med en rekonstruktion av de ursprungliga byggnaderna. Observatoriet har skalenliga kopior av Brahes instrument och kan besökas.